# Michael Wolter

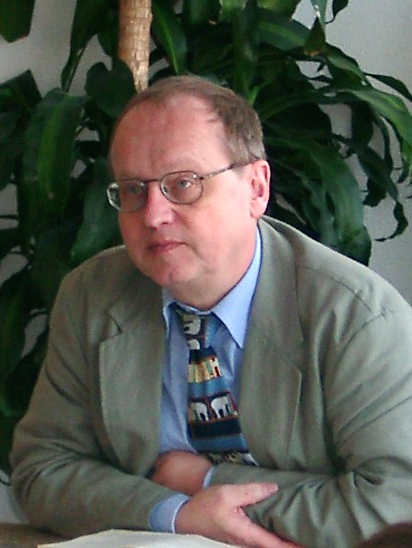
Michael Wolter, 2003

Michael Wolter (* 12. Juli 1950 in Hannover) ist ein deutscher evangelischer Theologe. Von 1993 bis zu seiner Emeritierung 2016 war er Professor für Neues Testament an der Evangelisch-Theologischen Fakultät der Universität Bonn.

## Leben
Wolter wuchs in Letter auf. Nach dem Studium der Evangelischen Theologie in Berlin, Heidelberg und Göttingen von 1969 bis 1973 folgte nach dem Ersten Theologischen Examen bei der Evangelisch-Lutherischen Landeskirche Hannover bis 1977 die Promotion zum Dr. theol. an der Theologischen Fakultät der Universität Heidelberg. Von 1977 bis 1983 war er Redakteur der Theologischen Realenzyklopädie (TRE) im Verlag Walter de Gruyter in Berlin. Von 1983 bis 1988 war er Wissenschaftlicher Mitarbeiter und Hochschulassistent an der Universität Mainz. Im Jahr 1986 folgte die Habilitation im Fach Neues Testament am Fachbereich Evangelische Theologie der Universität Mainz. 
Von 1988 bis 1993 war Wolter ordentlicher Professor für Biblische Theologie an der Kulturwissenschaftlichen Fakultät der Universität Bayreuth. Von 1993 bis zu seiner Versetzung in den Ruhestand im Jahr 2016 war Wolter Professor für Neues Testament an der Evangelisch-Theologischen Fakultät der Universität Bonn.
Seine Habilitationsschrift wurde im Jahr 1988 durch die Akademie der Wissenschaften zu Göttingen mit dem Hanns-Lilje-Preis zur Förderung wissenschaftlicher Theologie ausgezeichnet. Von 1998 bis 2001 war er Mitglied des Kuratoriums des Theodor-Fliedner-Werks und von 2001 bis 2003 Vorsitzender des Fachausschusses „Evangelische Theologie“ bei der Deutschen Forschungsgemeinschaft (DFG). Von 2009 bis 2017 war er Mitglied der Wissenschaftlichen Kommission der Union der deutschen Akademien der Wissenschaften.
In den Jahren 2002 bis 2004 war er Präsident des Colloquium Oecumenicum Paulinum (Rom) sowie 2017 und 2018 Präsident der Studiorum Novi Testamenti Societas.
Michael Wolter hatte Gastprofessuren an der Universität Pretoria (2000), der University of Oxford (2003), der Christlichen Universität Sankt Petersburg (2003) und der Facoltà Valdese di Teologia in Rom (2004, 2008, 2013 und 2016) inne. Seit 2004 ist er Honorarprofessor an der Theologischen Fakultät der Universität Pretoria und seit 2012 Außerordentlicher Professor an der North-West University Potchefstroom (Südafrika). 
Michael Wolter ist Mitglied in der Studiorum Novi Testamenti Societas, des Colloquium Oecumenicum Paulinum, der Wissenschaftlichen Gesellschaft für Theologie, der Rudolf-Bultmann-Gesellschaft, des Theologischen Arbeitskreises Pfullingen und der Nordrhein-Westfälischen Akademie der Wissenschaften. 
Wolter war von 1998 bis 2013 geschäftsführender Herausgeber der Zeitschrift für die Neutestamentliche Wissenschaft und die Kunde der Älteren Kirche.

## Ehrungen
2016: Verdienstmedaille der Christlichen Akademie Warschau
2016: Doctor honoris causa der Nationalen und Kapodistrias-Universität Athen

## Forschung
Wolters Forschungsschwerpunkte sind das Corpus Paulinum und das Lukanische Doppelwerk (Lukasevangelium und Apostelgeschichte). Sein besonderes Interesse gilt darüber hinaus der Frage nach dem Ethos der frühen christlichen Gemeinden. Er machte in diesem Zusammenhang auf die funktionale Bedeutung des Ethos für die Darstellung von Identität aufmerksam. Darüber hinaus führte er den Begriff „eschatisch“ und „egalitäre Reziprozität“ in die biblische Exegese ein.

## Publikationen (Auswahl)
- Rechtfertigung und zukünftiges Heil. Untersuchungen zu Röm 5,1-11 (= BZNW 43). de Gruyter,  Berlin/New York 1978
- Theologie und Kirche im Wirken Hans von Sodens. Briefe und Dokumente aus der Zeit des Kirchenkampfes 1933–1945 (= AKZ 2/2)., Göttingen 1984. 2. Auflage 1986
- Die Pastoralbriefe als Paulustradition (= FRLANT 146). Göttingen 1988
- Der Brief an die Kolosser. Der Brief an Philemon (= ÖTK 12). Gütersloh/Würzburg 1993
- 5. Esra-Buch / 6. Esra-Buch (= JSHRZ III/7). Gütersloh 2001
- Das Lukasevangelium (= HNT 5). Tübingen 2008
  - englische Übersetzung: The Gospel According to Luke. I. Luke 1-9,50, translated by Wayne M. Coppins and Christoph Heilig, Waco, TX 2016; II. Luke 9,51-24,52, 2017
- Theologie und Ethos im frühen Christentum Studien zu Jesus, Paulus und Lukas (= WUNT 236)., Tübingen 2009
- Paulus. Ein Grundriss seiner Theologie, Neukirchen-Vluyn 2011, 32021
  - englische Übersetzung: Paul. An Outline of his Theology, translated by Robert L. Brawley, Waco, TX 2015
- Der Brief an die Römer. Teilband 1: Röm 1-8 (= EKK NF VI,1). Neukirchen-Vluyn 2014
- Der Brief an die Römer. Teilband 2: Rom 9-16 (= EKK NF VI,2). Neukirchen-Vluyn 2019
- Jesus von Nazaret (Theol. Bibliothek 6), Göttingen 2019
- Philipp Melanchthon, Commentarii in Epistolam Pauli ad Romanos M.D.XL. Der Kommentar zum Römerbrief aus dem Jahr 1540. Lateinisch - Deutsch, herausgegeben und übersetzt von M.W., Bonn 2021 https://bonndoc.ulb.uni-bonn.de/xmlui/handle/20.500.11811/9340